# 日本古代文化学会
日本古代文化学会（にほんこだいぶんかがっかい）は、戦前の国家総動員法体制において、内務省・文部省当局の学術統制強化に応じて結成された考古学の学会。
1941年2月16日、在野系の東京考古学会(1)・考古学研究会(2)・中部考古学会(3)が合併して結成された。ただし東京帝大系の人類学会や帝室博物館系の日本考古学会、あるいは東亜考古学会などの官学系団体は参加しなかった。委員長は後藤守一。発起人名簿には、大場磐雄、杉原荘介、樋口清之などが並ぶ。会則には「日本及び東亜に於ける古代文化の調査研究に努め以て皇国宏謨の由って来る所を闡明するを以て目的とす」とある。会誌『古代文化』はあえなく1943年10月に停刊。
1. 東京考古学会は、森本六爾や小林行雄、坪井良平らを中心として1927年に設立された考古学研究会を前身とし、1930年1月に東京考古学会が設立された。会誌は、考古学研究会時代は『考古学研究』（1929年6月に休刊）。東京考古学会の会誌は『考古学』、また1932年から『考古学年報』を発行。1940年1月には皇国史観路線に転換したが、この時点で森本、小林、坪井は既にいなかった。
2. 考古学研究会は京都帝大OB有志により1936年設立、会誌は『考古学論叢』。
3. 中部考古学会については資料が乏しい。会誌は『中部考古学会彙報』